# William Russell, lord Russell

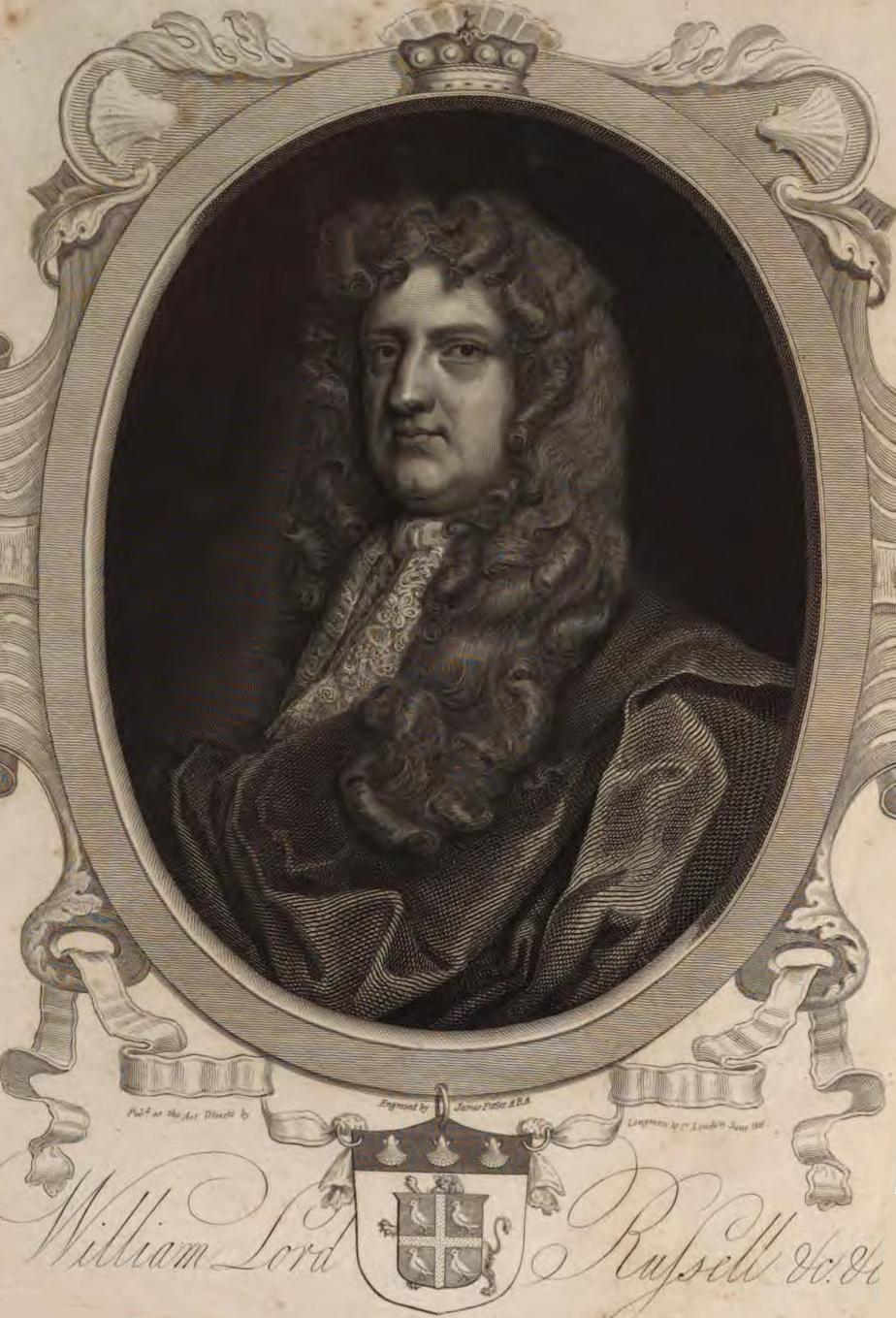
Lord Russel.

William Russell, sedan 1678 kallad lord Russell, född 29 september 1639, avrättad 21 juli 1683 i London, son till William Russell, 5:e earl av Bedford, var en engelsk politiker. 
Russell blev efter restaurationen 1660 underhusmedlem för släktvalkretsen Tavistock och tog från 1673 ivrig del i "lantpartiets" opposition mot Karl II:s och den så kallade "cabalens" fransk-katolska politik. 
Hans opposition mot kungens ledande minister, Danby, blev 1678 så häftig, att han genom sin hustrus, lady Rachel Wriothesleys, morbroder markisen av Ruvigny trädde i hemliga förhandlingar med franska hovet och, fastän själv obesmittad av mutor, översåg med Ruvignys penningutdelningar bland parlamentets medlemmar. Ryktena om en vittutgrenad katolsk sammansvärjning (the popish plot) förmådde Russell att arbeta för Karl II:s broder Jakobs utestängande från tronföljden till förmån för kungens naturlige son, Monmouth. 
Han lyckades störta Danby, och Karl måste (april 1679) motta honom i rådet, men han utträdde därur redan januari 1680 för att friare kunna verka för en protestantisk tronföljd. Såväl 1680 som 1681 förordade han ivrigt i underhuset billen om Jakobs uteslutande från tronföljden, men återgick efter parlamentsupplösningen 1681 till privatlivet. Hans närvaro 1683 vid några överläggningar om möjligheten av uppror är bevisad, men däremot hade han ingen kännedom om en samtidigt i andra kretsar bildad sammansvärjning mot konungens liv (the Rye house plot). 
Misstänkt för delaktighet i denna insattes han i Towern (26 juni), ställdes inför rätta och fälldes bl.a. på lord Howards falska vittnesmål om, att han skulle ha påyrkat avtal om uppror med earlen av Argyll i Skottland. Han dömdes till döden och avrättades, sedan han avböjt att köpa sitt liv genom en förklaring om den absoluta olagligheten av motstånd mot kungamakten. Domen förklarades olaglig genom en parlamentsakt 1689, efter Vilhelms och Marias tronbestigning.
Han gifte sig 1669 med lady Rachel Wriothesley (1636-1723), dotter till Thomas Wriothesley, 4:e earl av Southampton och änka efter Francis Vaughan, lord Vaughan. Paret fick tre barn:
- Rachel Russell (1674-1725), gift med William Cavendish, 2:e hertig av Devonshire
- Catherine Russell (1676-1711), gift med John Manners, 2:e hertig av Rutland
- Wriothesley Russell, 2:e hertig av Bedford (1680-1711)